# Burg Oldenthorn
Die Bischofsburg Oldenthorne (estnisch Vana-Kastre piiskopilinnu, deutsch auch: Altenturm oder Alt-Kaster) war eine Wasserburg des Bistums Dorpat. Mauerreste der Burg befinden sich im Dorf Vana-Kastre der Gemeinde Kastre, Landkreis Tartu in Estland. Die Burg liegt auf einem Berghügel am Embach (Emajõe), an der Stelle, wo in diesen der Lutze-Bach (Luutsina) einmündet.

## Geschichte
Die Burg wurde vermutlich angelegt, um das Bistum nach Osten, dem Unterlauf des Embachs entlang, zu sichern. Die Burg wird urkundlich 1434 genannt. Sie wurde wiederholt erobert und vermutlich 1558 und 1656 von russischen Truppen zerstört. Das Schloss diente vor allem als Straßensperre und Zollstelle.

## Baubestand
Der Burghügel war stark befestigt, um Höhenschutz zu erhalten. Die Burg ist auf der Landseite mit einem Graben versehen. Heute ist an der Stelle nur weniges Feldsteingemäuer erhalten. Von einer Brücke am Fluss befinden sich Überreste unter Wasser.